# ウィンチェスター M1895
ウィンチェスター M1895（英: Winchester Model 1895）は、ウィンチェスター・リピーティングアームズが19世紀末に開発したレバーアクション式小銃である。7.62x54mmR弾、.303ブリティッシュ弾、.30-30ウィンチェスター弾、.30-40クラグ弾、.30-06スプリングフィールド弾、.35ウィンチェスター弾、.38-72ウィンチェスター弾、.40-72ウィンチェスター弾、.405ウィンチェスター弾など、各種のフルサイズ軍用・狩猟用弾薬を使用するバリエーションがあった。

## 設計

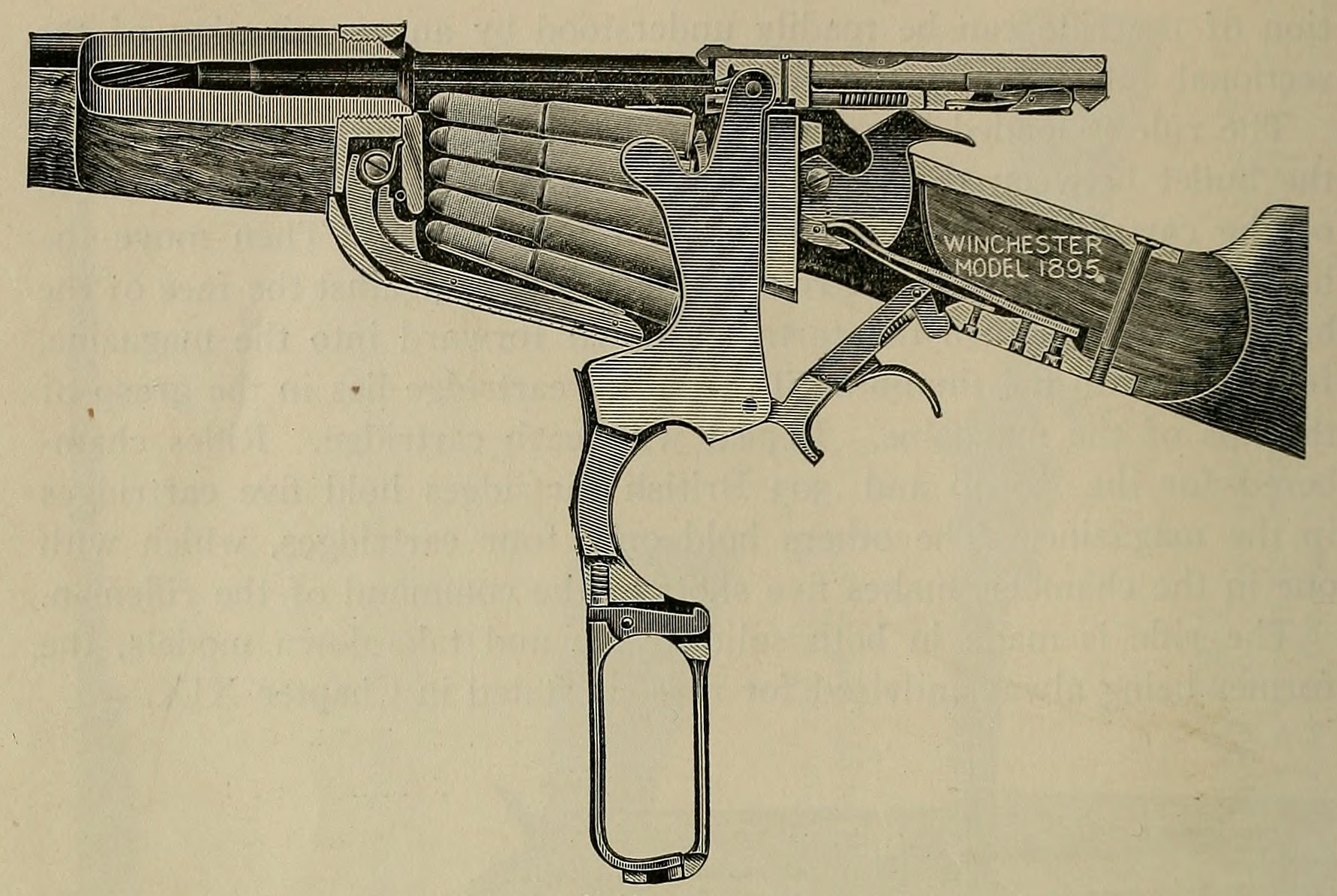
M1895の断面図

最初に設計されたM1895は、機関部下に内蔵式の箱型弾倉を備えており、M1866以来採用されてきたチューブ型弾倉を廃止した最初のウィンチェスター・ライフルであった。これにより、それまで暴発の危険性から使用する事が出来なかった尖頭弾である軍用・狩猟用小銃弾を安全に装填することが可能となった。また、M1895はジョン・ブローニングが最後に手掛けたレバーアクション式小銃であり、M1886のように彼がかつて手掛けたライフルと同様、リアロッキングボルトを特徴とした。M1895はウィンチェスター社で設計されたレバーアクション式小銃としては最も強力なもので、発表当時普及していた無煙火薬弾の圧力に十分耐えうる構造をしていた。ただし、現代的な基準に照らし合わせると、比較的耐久性に劣り、高圧力弾の使用には適さない銃と見なされている。
製造番号5000の前後で、側面に溝の掘られた新しい機関部が採用された。これにより重量がわずかに軽くなり、横幅は1/16インチ程度広くなった。製造番号6000の時点で、側面に溝のない旧式機関部の在庫部品が払底したと考えられている。現在、旧式機関部を備えるM1895の現存品は非常に希少である。

## 軍用銃として

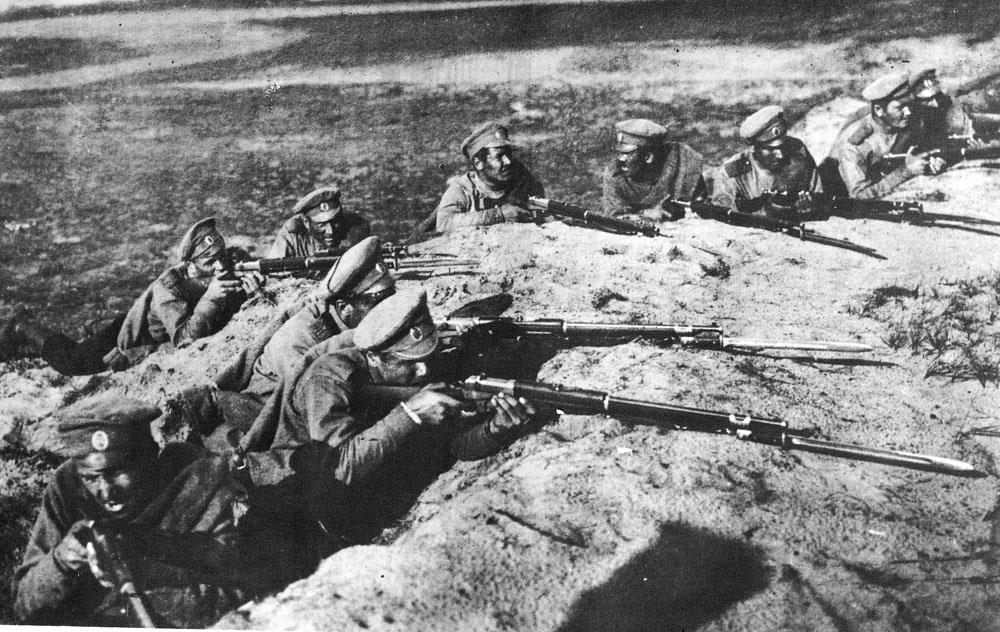
M1895で武装したロシア兵（1916年）

1915年から1917年にかけて、およそ300,000丁のM1895が、手綱を握ったまま片手で射撃できる銃を求めていたロシア帝国軍の騎兵隊向けに製造され、これはM1895の製造が中止される1936年までの生産数のうちおよそ7割を占める。ロシア向けの7.62x54mmR弾仕様モデルは、レバーアクション式小銃としては珍しくクリップガイドが設けられており、モシン・ナガン小銃用の挿弾子を使用して装填を行うことができた。また、ロシア向けモデルは標準モデルよりも長いフォアグリップと着剣装置を備えていた。
こうしたロシア側からの要望に基づく再設計、とりわけクリップガイドの追加が想定よりも困難であったため、納入は当初予定よりも遅れている。また、ロシア側の銃器検査官が（ロシアに検査器が無いにもかかわらず）ウィンチェスター社の検査器を用いることを拒否したり、ウィンチェスターがロシア向けに製造していた弾薬ではなくロシア製の弾薬を輸入した上でテストに用いることを要請したり、さらには銃床の木目の傾き具合など実用に全く無関係の「欠陥」を理由に返品を繰り返したことで、M1895の納入は一層と遅れた。ロシアが「欠陥」を指摘し返品したライフルは、後にアメリカの民生銃器市場にて販売された。ロシア帝国軍は、フィンランドやバルト諸国の部隊、特にラトビア狙撃兵師団に対してM1895の大部分を支給した。また、少なくとも9,000丁のM1895が、1936年にソビエト連邦からスペイン内戦における共和派に供給されたことが知られている。
ロシア以外での軍用銃としての運用例は極めて少ない。アメリカ政府は米西戦争の際に.30アーミー弾（.30-40クラグ弾）仕様のモデルを10,000丁注文したが、前線に届く前に終戦を迎えている。これらのライフルには合衆国政府の財産であることを示すU.S.の刻印が機関部上に施されていたほか、銃床はM1895 リー・ネイビーとよく似た形状のものに改められ、8.3125インチ (21.114 cm)のナイフ形銃剣が着剣できるようになっていた。大部分の部品には検査官、ケリー・S・ムース（Kelly S. Morse）が担当したことを示すK.S.M.の刻印があった。米比戦争では、第33義勇歩兵連隊向けにこれらのライフルのうち100丁ほどが支給された。1899年12月25日に終了した試験の報告書では、クラッグ・ヨルゲンセン・ライフルが軍用に適した小銃とされた。残されていた9,900丁のライフルは、M・ハーレー社（M. Harley Company）が買い取り、1906年にキューバへと送られた。そのうち一部はメキシコへと流れ、メキシコ革命の際にはパンチョ・ビリャ配下の兵士らに愛用されたという。
この時期、セオドア・ルーズベルトは.30アーミー弾仕様のM1895を個人的に購入している。.30アーミー弾仕様のモデルは、1896年にニューヨーク州兵による審査にも参加したが、サベージ M1895に次ぐ2位に留まった。マガジンカットオフ機能とマガジンカウンターを備えない点が短所として指摘された。ウィンチェスター社は審査結果に強く異議を唱え、サベージ社に有利に仕組まれていたのだと主張した。その後の政治的な論争を経て、サベージM1895の契約は取り消されることになった。

## 民生銃として

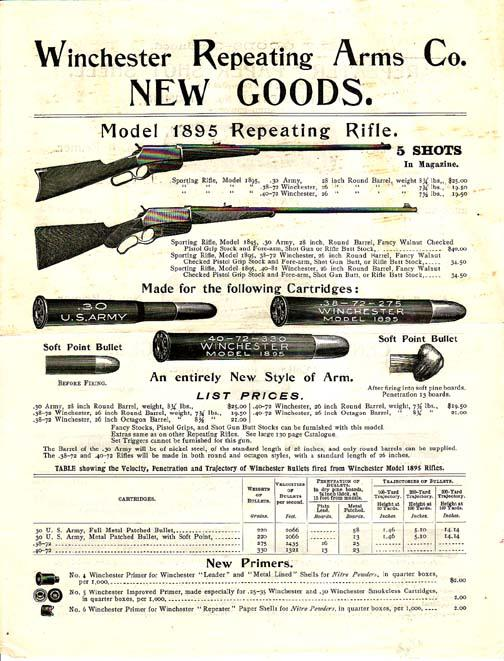
M1895の広告

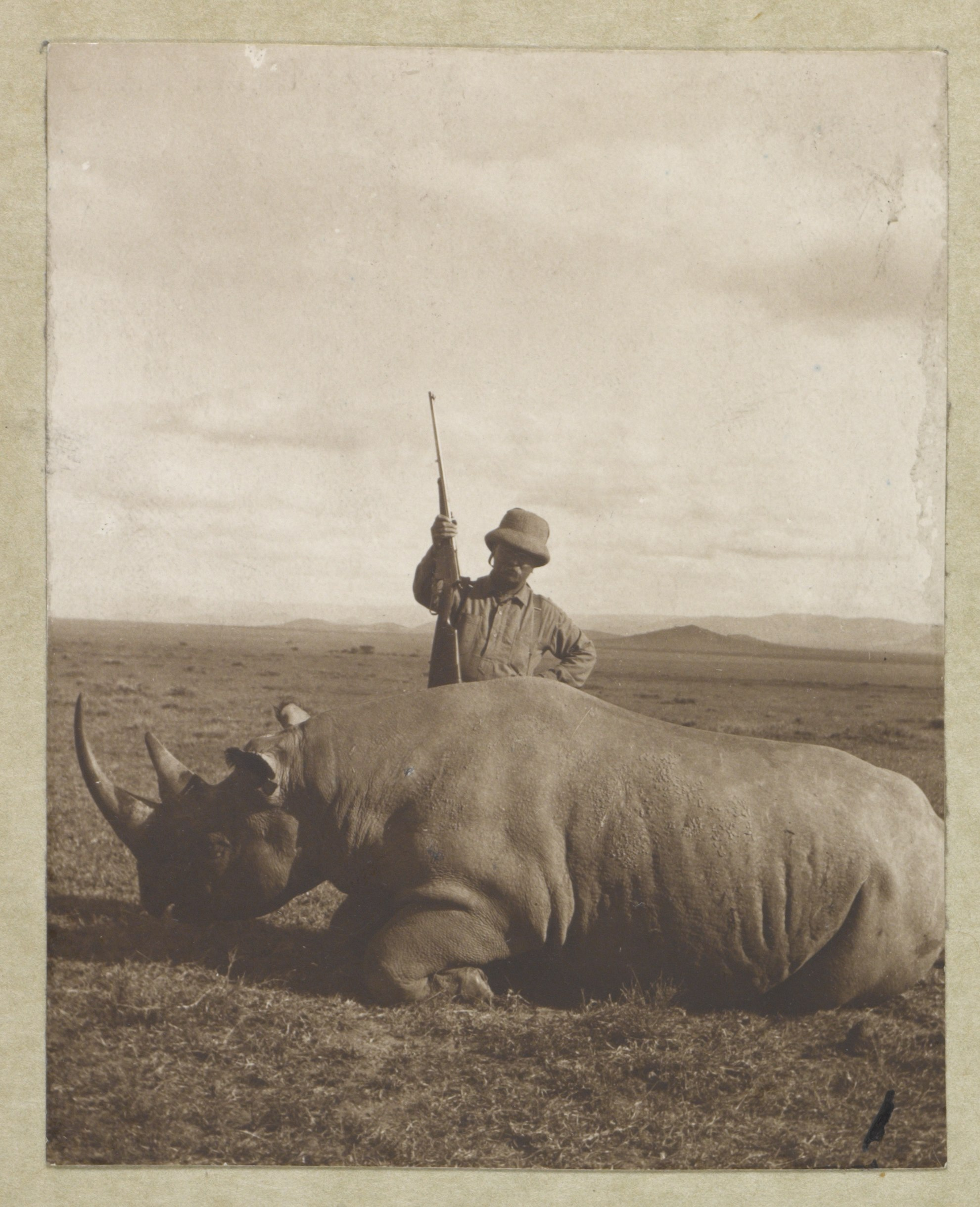
M1895を手にするルーズベルト元大統領。1909年から1910年のスミソニアン＝ルーズベルトアフリカ遠征にて撮影

以前のウィンチェスターライフルと同様、M1895には発売時に1から始まる新しい製造番号の割り当てが行われた。軍用契約モデルも含めると最終的に425,881丁が製造され、生産終了時点の製造番号は425,132だった。銃身は使用弾薬やグレードに応じて24インチから28インチのものが標準的に取り付けられ、金属部品はブルーイングされていた。
M1895はセオドア・ルーズベルト元大統領が愛用したことで知られるが、そのほかにも多くの有名な猟師や冒険家、例えばマーチン&オーサ・ジョンソン、チャールズ・コター（Charles Cottar）、作家スチュワート・エドワード・ホワイトなども愛用していた。W・D・M・ベルの狩猟仲間で銃器専門家の作家エルマー・キースの友人でもあり、フランクリン・ルーズベルトのいとこでもあったガーリット・フォーブス（Garrit Forbes）は、.405ウィンチェスター弾仕様のM1895をセオドア・ルーズベルトに勧めていた。
1909年の東アフリカにおける狩猟旅行にて、セオドア・ルーズベルトは.405ウィンチェスター弾仕様のM1895を2丁持ち込んだ。また、息子のカーミット・ルーズベルトも、同行するにあたって.405仕様と.30-03仕様のM1895を1丁ずつ持ち込んでいる。カーミットの.30-03仕様M1895は失われたが、3丁の.405仕様M1895の製造番号は63727、63736、68180と突き止められている。セオドア・ルーズベルトは、著書『African Game Trails』の中で.405仕様M1895を称賛し、「ライオンに対処するための最良の銃」（'medicine gun' for lions）という表現で何度か言及している
しかし、我々が立ち上がった時、後ろにいたポーターの1人が「シンバ！」と叫び、枯れ川のすぐ向こうの木々の合間を走り去る大きなメスライオンをほんの一瞬目にしたのだった……タールトンは彼の大きなダブルバレルを手にとって、私にも散弾銃を取るように助言した。太陽は沈みかけ、恐らくは至近距離での遭遇になるものと思われた。しかし、私は頭を振る。ウィンチェスターの405口径こそ、少なくとも私にとっては、ライオンに対処するための最良の銃であるからだ。

But as we stood, one of the porters behind called out "Simba"; and we caught a glimpse of a big lioness galloping down beside the trees, just beyond the donga … Tarlton took his big double-barrel and advised me to take mine, as the sun had just set and it was likely to be close work; but I shook my head, for the Winchester 405 is, at least for me personally, the "medicine gun" for lions.
しばしばルーズベルトは.405仕様のM1895を「ビッグ・メディスン」（big medicine）と称していたと言われるが、『African Game Trails』の中にこの表現は見られない。これは「メディスン・ガン」（medicine gun）という表現と、1901年の演説で使われた「棍棒」（big stick）という表現が誤って組み合わされたものと考えられている。
.30-40弾仕様あるいは.30-06弾仕様のM1895ライフルおよびカービンは、テキサス・レンジャーやアリゾナ・レンジャーの隊員に愛用された。
1985年、ブローニング・アームズ社は.30-06弾仕様のモデルを再発売した。2001年末、ウィンチェスター社はセオドア・ルーズベルトの大統領就任100周年を記念し、彼が愛用した.405ウィンチェスター仕様のモデルに加え、.30-06弾仕様、.30-40弾仕様のモデルを再発売した。2008年、ウィンチェスター社は2丁1組のセオドア・ルーズベルト記念モデルを発表した。2009年、さらにルーズベルトが退任後の1909年に行ったアフリカ狩猟旅行を記念した2丁1組のモデルが発表された。
ブローニングおよびウィンチェスターの再販モデルは、いずれも日本のミロク社が製造したものである。ウィンチェスターの再販モデルでは、リバウンディングハンマーとタングセーフティが追加されている。また、トリガーの形状も改められており、旧モデルに取り付けることはできない。